# Štěpán Hlaváč
Štěpán Hlaváč (* 1975) je český skibobista a devítinásobný mistr světa z oddílu TJ Sokol Jablonec.
Skiboboům se věnuje i jeho otec Pavel Hlaváč st. jako trenér a jeho starší bratr Pavel Hlaváč jako závodník, závodí i Dominik.

## Výsledky
Ještě v roce 2017 patřil mezi světové rekordmany v počtu titulů z MS v super G, získal jich pět (1997–2003) spolu s rakouským supermistrem světa Markusem Moserem, který jinak kraloval sám ve všech disciplínách i v konečném součtu (37: 5x sjezd, 11x slalom, 7x obří slalom a 5x společně Super G)
- MS: 11 zlatých medailí a další medaile